# 新京橋
新京橋（しんきょうばし）は、岡山市内を流れる旭川にかかる国道250号（旧国道2号）の橋である。岡山市北区京橋町と中区小橋町2丁目を結ぶ。片側2車線、両側に歩道が設置されている。水面からは、約11mあり、橋下を小型の船舶が通過できるようになっている。

## 沿革

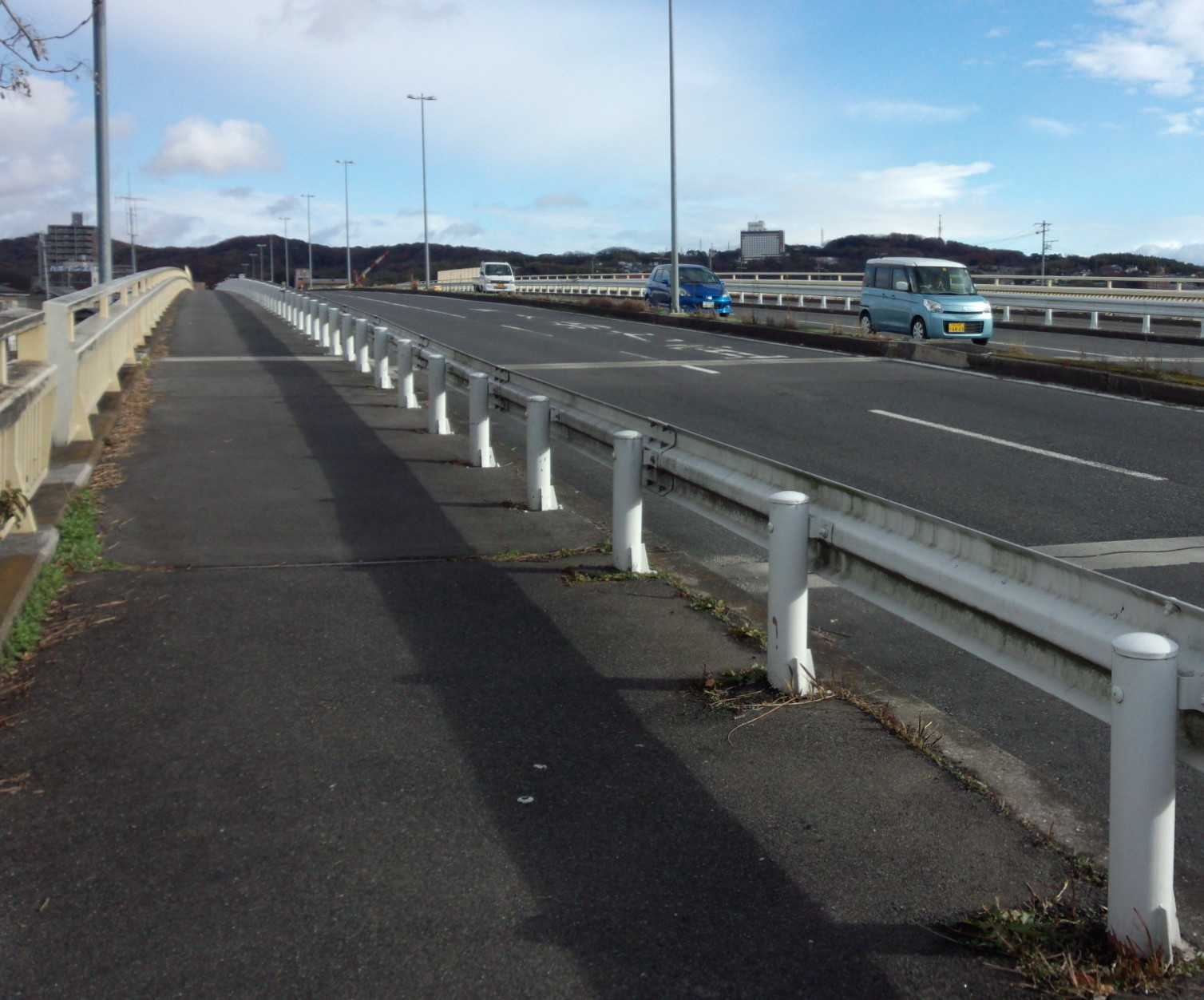
新京橋（橋上）

当時国道2号線であった京橋・中橋・小橋は、幅が狭く、また、岡山電気軌道東山線が敷設されているため交通のボトルネックとなっていた。国道2号線の交通緩和のため、1957年（昭和32年）、岡山商工会議所を中心に新京橋架設促進期成会が設置され、新京橋の架設の運動が行われた。建設省（現 国土交通省）は、国道2号線の二次改良事業として、旭川横断の国道橋の建設を1961年（昭和36年）4月23日に着工した。橋脚工事の半ばにおいて、数度にわたる出水の被害を受け、また道路の用地買収などが難航したが、2年で完成し、1963年（昭和38年）4月8日より使用され、竣工式は、同年5月24日に行われた。総工費は、約10億4,000万円であった。

## 周辺
- 京橋
- 岡山電気軌道東山線
- 岡山県道27号岡山吉井線
- 岡山県道28号岡山牛窓線
- 岡山県道45号岡山玉野線
- 岡山県道213号福島橋本線

## 地名
当橋の東詰めに新京橋の地名がある。1967年（昭和42年）より、岡山市花畑・網浜・小橋町の各一部から分離設置された。1〜3丁目まである。

## 備考
本橋梁の西方にある新京橋交差点（岡山県道27号岡山吉井線交点）から先、大雲寺交差点（国道250号終点）を超えて大供交差点までは国道2号の別線となっている。